# 段正明
大理保定帝段正明是北宋年間雲南大理國第十四世皇帝，祖父為大理興宗段思廉。段正明帝號為保定帝。年號有保立（或写作保定）、建安、天祐。
宋神宗元豐4年（1081年）時，高智昇、高昇泰父子以“天变”为托辞，逼迫上明帝段壽輝退位出家，接著便擁立段正明繼位。实权仍操在高智升、高升泰父子手中。翌年改元保立（一作保定）。又改元建安、天佑。“为君不振，人心归高氏”。13年以後的宋哲宗紹聖元年（1094年），专权已久的高昇泰廢段正明，逼迫其退位出家為僧，並自立為帝，段氏大理国中断。